# Arthur Chen
Arthur Chen también conocido como Chen Feiyu (chino tradicional: 陳飛宇, chino simplificado: 陈飞宇, Pinyin: Chén Fēiyǔ), es un actor chino-estadounidense.

## Biografía
Es el hijo del director Chen Kaige (陳凱歌) y la actriz Chen Hong (陳紅), tiene un hermano mayor, Chen Yu'ang. Arthur canta y toca la guitarra.
Su abuelo es el director Chen Huai'ai y su primo es el actor Chen He.
Estudió en el "Beijing Jingshan School" en Beijing, China y más tarde en "Tabor Academy" en Marion, Massachusetts, Estados Unidos. En el 2019 se anunció que había sido aceptado en la Academia de Cine de Pekín (en inglés: "Beijing Film Academy").
Es buen amigo de la actriz y música china Ouyang Nana.

## Carrera
El 31 de octubre el 2018 se unió al elenco principal de la primera temporada de la serie Ever Night donde dio vida al inteligente y experto en artes marciales Ning Que, el único sobreviviente de una brutal masacre en la mansión del general Lin Guangyuan, hasta el final de la serie el 4 de enero del 2019.
El 6 de junio del 2019 se unió al elenco de la película My Best Summer(最好的我们) donde interpretó al inteligente estudiante Yu Huai.
El 30 de septiembre del mismo año se unió al elenco principal del sexto segmento "The Guiding Star" de la película My People, My Country donde dio vida a Azhabu, quien junto a su hermano de Wodele (Liu Haoran) son testigos del aterrizaje de la cápsula de la nave espacial tripulada "Shenzhou 11" el 8 de noviembre del 2016.
Ese mismo año modeló durante la pasarela de L’Oréal Paris Le Défilé @ Paris Fashion Week.
El 23 de abril del 2020 se unió al elenco principal de la serie Legend of Awakening donde dio vida a Lu Ping, hasta el final de la serie el 10 de mayo del mismo año.
Ese mismo año se unirá al elenco principal de la película Flowers Bloom in the Ashes.
En enero del mismo año se anunció que se había unido al elenco principal de la serie Immortality. El drama estará basado en la novela "The Husky and His White Cat Shizun".

## Filmografía

### Películas
| Año  | Título                     | Personaje  | Notas                                                                       |
| ---- | -------------------------- | ---------- | --------------------------------------------------------------------------- |
| 2020 | Flowers Bloom in the Ashes | -          | junto a Liu Haoran, Zhang Xueying, Vicky Chen Wen-chi y Chen Hong           |
| 2019 | My People, My Country      | Azhabu     | junto a Liu Haoran, Tian Zhuangzhuang, Jiang Shan, Jing Haipeng y Chen Dong |
| 2019 | Abominable                 | Ah Jun     | (doblaje chino) - junto a Wan Qian, Zhang Zifeng y Cai Ming                 |
| 2019 | My Best Summer             | Yu Huai    | junto a Haha He, Kara Hui, Zhou Chuchu, Fang Wenqiang y Gao Wenfeng         |
| 2017 | Secret Fruit               | Duan Bowen | junto a Ouyang Nana y Oho Ou                                                |
| 2010 | Sacrifice                  | Joven Rey  | junto a Ge You, Wang Xueqi, Fan Bingbing y Huang Xiaoming                   |

### Series de televisión
| Año             | Título              | Personaje                      | Notas        |
| --------------- | ------------------- | ------------------------------ | ------------ |
| 2022 - presente | Immortality         | Mo Ran / Mo Weiyu / Ta Xianjun |              |
| 2022            | Lighter & Princess  | Li Xun                         | 36 episodios |
| 2020            | Legend of Awakening | Lu Ping                        | 48 episodios |
| 2018            | Ever Night          | Ning Que                       | 60 episodios |

### Programas de variedades
| Año              | Programa                                   | Notas                  |
| ---------------- | ------------------------------------------ | ---------------------- |
| 2021             | Have Fun                                   |                        |
| 2020             | Young Forever                              | invitado               |
| 2019             | Back to Field Season 3                     | (ep. #8-10) - invitado |
| 2017, 2018, 2019 | Happy Camp                                 | 5 episodios - invitado |
| 2017             | 中国电影频道                               |                        |
| 2017             | Familiar Taste Season 2 (熟悉的味道第二季) |                        |

### Asistente de director
| Año  | Título                          | Notas |
| ---- | ------------------------------- | ----- |
| 2017 | Legend of the Demon Cat (Kûkai) |       |

### Eventos
| Año  | Título                                                         | Notas  |
| ---- | -------------------------------------------------------------- | ------ |
| 2020 | Paris Fashion Week Men’s for the Dior Men F/W 2020 Runway Show |        |
| 2020 | 2019 Weibo Awards Ceremony                                     |        |
| 2019 | 2019 Tencent Video All Star Awards                             |        |
| 2019 | 11th Macau International Film Festival                         |        |
| 2019 | 2019 Sohu Fashion Awards: Salute To Stars                      |        |
| 2019 | 2020 iQiYi Scream Night                                        |        |
| 2019 | 2019 Bazaar Stars Charity Night                                | [ 16 ] |
| 2019 | 2018 阅文超级IP风云盛典                                        |        |

### Embajador
| Año    | Título                    | Notas                      |
| ------ | ------------------------- | -------------------------- |
| 2020 - | Mengniu SuiBian Ice Cream | (Portavoz)                 |
| 2020 - | Tissot                    | (Imagen global y portavoz) |
| 2019 - | Anta - Sportswear         | (Portavoz)                 |

### Anuncios
| Año  | Título                    | Notas |
| ---- | ------------------------- | ----- |
| 2020 | Mengniu SuiBian Ice Cream |       |

### Revistas / sesiones fotográficas
| Año  | Título                              | Notas                      |
| ---- | ----------------------------------- | -------------------------- |
| 2020 | Marie Claire Pop                    |                            |
| 2020 | Men’s Uno Magazine                  | (publicación de marzo)     |
| 2020 | 新番NEW ONE!                        | (publicación de febrero)   |
| 2020 | Bazaar Jewlery’s Valentine’s Day    | (publicación digital)      |
| 2020 | OK! Magazine                        | (publicación #194)         |
| 2019 | Cosmopolitan China’s Beauty Bible   |                            |
| 2019 | Hero Magazine                       | (publicación de diciembre) |
| 2019 | Dior Men                            |                            |
| 2019 | L'OFFICIEL (时装男士)               |                            |
| 2018 | BAZAAR (时尚芭莎)                   |                            |
| 2018 | Bazaar Men (芭莎男士)               |                            |
| 2018 | NYTimes Travel (新视线)             |                            |
| 2018 | Nylon (尼龙)                        |                            |
| 2018 | Leon (男人风尚)                     |                            |
| 2018 | OK! (精彩)                          |                            |
| 2018 | Men's Uno (风度)                    |                            |
| 2018 | Elle Deco (家居廊)                  |                            |
| 2018 | Modern Weekly (周末画报)            |                            |
| 2018 | Vogue Film                          | [ 17 ]                     |
| 2017 | Harper's Bazaar (150th Anniversary) | junto a Ouyang Nana        |
| 2017 | CHIC (小资)                         | junto a Ouyang Nana        |
| -    | Yoho!                               | junto a Ouyang Nana        |
| 2017 | SUPERELLE                           | junto a Ouyang Nana        |
| 2017 | ELLE                                |                            |
| 2017 | Cosmopolitan (时尚)                 |                            |
| 2017 | Marie Claire (嘉人)                 |                            |
| 2017 | CQ (智族)                           |                            |
| 2017 | Vogue Me (时尚)                     |                            |
| 2017 | Grazia (红秀)                       |                            |
| 2017 | STARSHOW (时尚星秀)                 |                            |

## Discografía

### Singles
| Año  | Canción                                                       | Álbum                    | Notas                                                  |
| ---- | ------------------------------------------------------------- | ------------------------ | ------------------------------------------------------ |
| 2019 | The Best of Us (最好的我们)                                   | OST de "My Best Summer"  |                                                        |
| 2019 | 70                                                            | OST de "Mao Zedong 1949" | junto a Zhang Xueying, Zhou Qi, Yao Chi y Li Xinyi     |
| 2017 | 17-year-old, I've Got Something to Say (17岁的我, 有些话想说) | OST de "Secret Fruit"    | junto a Ouyang Nana, Zou Yuanqing y Zhang Chenghang    |
| 2017 | For My 17-year-old Self (给17岁的自己)                        | OST de "Secret Fruit"    | junto a Ouyang Nana, Oho Ou, Ma Sichun y Guan Xiaotong |
| 2017 | The Secret Words (秘语)                                       | OST de "Secret Fruit"    | junto a Ouyang Nana                                    |

### Otras canciones
| Año  | Canción                            | Álbum                          | Notas                                                                                                   |
| ---- | ---------------------------------- | ------------------------------ | --- |
| 2020 | Mayday’s 恋爱ING                   | -                              | junto a Ding Yuxi, Zhang Xincheng y Darren Wang - (interpretada durante Hunan TV’s New Year’s Eve Gala) |
| 2020 | 无问                               | -                              | (canción interpretada durante el Tencent Video All Star Night 2020)                                     |
| 2019 | Starry Oceans                      | -                              | junto a Jackson Yee, Zhou Dongyu, Karry Wang y Xu Weizhou                                               |
| 2019 | My Motherland and I (我和我的祖国) | OST de "My People, My Country" | junto a Zhou Dongyu, Liu Haoran, Oho Ou y Zhu Yilong                                                    |

## Premios y nominaciones
| Año  | Categoría                             | Premio                                 | Trabajo        | Resultado |
| ---- | ------------------------------------- | -------------------------------------- | -------------- | --------- |
| 2020 | Upward Forces of the Year             | GQ China 2020 Men of the Year Award    | -              | Ganó      |
| 2019 | Rising Film Actor of the Year         | 2019 Tencent Video All Star Award      | My Best Summer | Ganó      |
| 2019 | Upcoming Film Actor of the Year Award | 2020 iQiYi Scream Night                | -              | Ganó      |
| 2019 | Most Popular Actor Award              | 32nd Tokyo International Film Festival | -              | Ganó      |
| 2019 | Best Newcomer Award                   | 32nd Tokyo International Film Festival | -              | Ganó      |
| 2019 | Super IP Actor                        | China Literature Award Ceremony        | -              | Ganó      |